# 3174 Alcock
3174 Alcock è un asteroide della fascia principale. Scoperto nel 1984, presenta un'orbita caratterizzata da un semiasse maggiore pari a 3,1464036 UA e da un'eccentricità di 0,1738597, inclinata di 2,37335° rispetto all'eclittica.
L'asteroide è dedicato all'astronomo amatoriale britannico George E. D. Alcock.